# Gabby Hayes
Gabby Hayes conosciuto anche come Gabby Whitaker, pseudonimo di George Francis Hayes (Wellsville, 7 maggio 1885 – Burbank, 9 febbraio 1969), è stato un attore statunitense.
Principalmente impegnato nel genere western, era specializzato nella parte di "spalla" dell'eroe di turno. Nonostante sia passato alla storia come il prototipo del vecchietto da Far West, rozzo, sdentato e attaccabrighe, nella vita di tutti i giorni Hayes era un uomo beneducato, colto ed elegante nel vestire.

## Biografia
Il primo lungometraggio in cui Hayes ebbe una parte fu il film muto Why Women Marry (1923). Abile a cimentarsi con i ruoli più diversi, compreso quello del cattivo, a volte interpretava anche due personaggi in un unico film. La causa che lo portò a diventare un personaggio noto nell'ambiente dei film western fu il crollo della Borsa del 1929, che gli fece perdere quasi tutti i risparmi fino ad allora accumulati con il lavoro nel cinema e lo costrinse a riprendere la carriera d'attore.
Hayes scelse la via dei western perché era un genere che, sebbene non amasse particolarmente, stava considerevolmente crescendo negli anni trenta, e anche perché molti film western dell'epoca erano serial con numerosi personaggi ricorrenti, e quindi più possibilità di recitare. Dal 1935 al 1939 interpretò il personaggio di Windy Halliday, la spalla del cowboy Hopalong Cassidy (interpretato da William Boyd). Hayes non era in grado di andare a cavallo e dovette imparare all'età di oltre 40 anni per esigenze di scena.
Nel 1939, una disputa con la Paramount Pictures per motivi di stipendio portò Hayes ad abbandonare gli studios e a stipulare un contratto con la Republic Pictures; dato però che la Paramount deteneva i diritti sull'uso del nome Windy Halliday, alla Republic decisero di rinominare il personaggio di Hayes "Gabby Whitaker".
Gabby Whitaker comparve in oltre 40 pellicole tra il 1939 e il 1946, al fianco di noti personaggi del cinema western come Roy Rogers o Gene Autry, senza dimenticare i ruoli di spalla al fianco di John Wayne (con il quale aveva già recitato all'inizio degli anni '30, ricoprendo però ruoli diversi e a volte anche quello del cattivo).
L'ultimo film di Gabby Hayes fu Il ponte dei senza paura (The Cariboo Trail, 1950), dopodiché egli si dedicò alla televisione con il programma per ragazzi The Gabby Hayes Show, sempre di ispirazione western. Terminata la serie nel 1954, Hayes si ritirò definitivamente dalle scene.
Il personaggio di Gabby Whitaker ha ispirato il personaggio di Doppio Rhum, spalla di Capitan Miki nell'omonimo fumetto edito a partire dagli anni cinquanta.
Il personaggio di Gabby Whitaker, assieme a tanti altri stereotipi dei film western, venne parodiato all'interno del film Mezzogiorno e mezzo di fuoco di Mel Brooks, con il personaggio di Gabby Johnson.
Sempre il personaggio di Gabby Whitaker, venne parodiato all'interno del film Per un pugno di dollari di Sergio Leone, con il personaggio di Piripero interpretato da Joseph Egger.

## Filmografia parziale
- La valle delle rose (Rainbow Man), regia di Fred C. Newmeyer (1929)
- Smiling Irish Eyes, regia di William A. Seiter (1929)
- Il cavaliere del destino (Riders of Destiny), regia di Robert N. Bradbury (1933)
- West of the Divide, regia di Robert N. Bradbury (1934)
- Acciaio blu (Blue Steel), regia di Robert N. Bradbury (1934)
- L'invincibile dello Utah (The Man from Utah), regia di Robert N. Bradbury (1934)
- Il cavaliere muto (Randy Rides Alone), regia di Harry L. Fraser (1934)
- La valle del terrore (The Star Packer), regia di Robert N. Bradbury (1934)
- La frontiera senza legge (The Lawless Frontier), regia di Robert N. Bradbury (1934)
- Sotto i cieli dell'Arizona ('Neath the Arizona Skies), regia di Harry L. Fraser (1934)
- La città perduta (The Lost City), regia di Harry Revier (1935)
- Rivalità senza rivali (Ladies Crave Excitement), regia di Nick Grinde  (1935)
- I gangsters del Texas (Texas Terror), regia di Robert N. Bradbury (1935)
- Rainbow Valley, regia di Robert N. Bradbury (1935)
- Hearts in Bondage, regia di Lew Ayres (1936)
- L'agguato (Trail Dust), regia di Nate Watt (1936)
- La banda dei razziatori (The Lawless Nineties), regia di Joseph Kane (1936)
- L'evaso giustiziere (Three on the Trail), regia di Howard Bretherton (1936)
- I volontari del Texas (Texas Trail), regia di David Selman (1937)
- La strage di Alamo (Man of Conquest), regia di George Nicholls Jr. (1939)
- La belva umana (Dark Command), regia di Raoul Walsh (1940)
- Terra nera (In Old Oklahoma), regia di Albert S. Rogell (1943)
- Romanzo del West (Tall in the Saddle), regia di Edwin L. Marin (1944)
- Trigger, il cavallo prodigio (My Pal Trigger), regia di Frank McDonald (1946)
- La terra dei senza legge (Badman's Territory), regia di Tim Whelan (1946)
- Frontiere selvagge (Trail Street), regia di Ray Enright (1947)
- La saga dei pionieri (Wyoming), regia di Joseph Kane (1947)
- Il solitario del Texas (Albuquerque), regia di Ray Enright (1948)
- Gli avvoltoi (Return of the Bad Men), regia di Ray Enright (1948)
- Ciclone (The Untamed Breed), regia di Charles Lamont (1948)
- El Paso, regia di Lewis R. Foster (1949)
- Il ponte dei senza paura (The Cariboo Trail), regia di Edwin L. Marin (1950)

## Doppiatori italiani
Nelle versioni in italiano delle opere in cui ha recitato, Gabby Hayes è stato doppiato da: 
- Lauro Gazzolo in L'agguato, La belva umana, La strage di Alamo, El Paso, Frontiere selvagge, Romanzo del West, La saga dei pionieri, Sotto i cieli dell'Arizona (riedizione), L'evaso giustiziere, Terra nera, I volontari del Texas, Gli avvoltoi, Il ponte dei senza paura
- Olinto Cristina in Lo sceriffo di Mesa Grande
- Mario Besesti in Trigger il cavallo prodigio